# Німецька окупація Люксембургу під час Першої світової війни

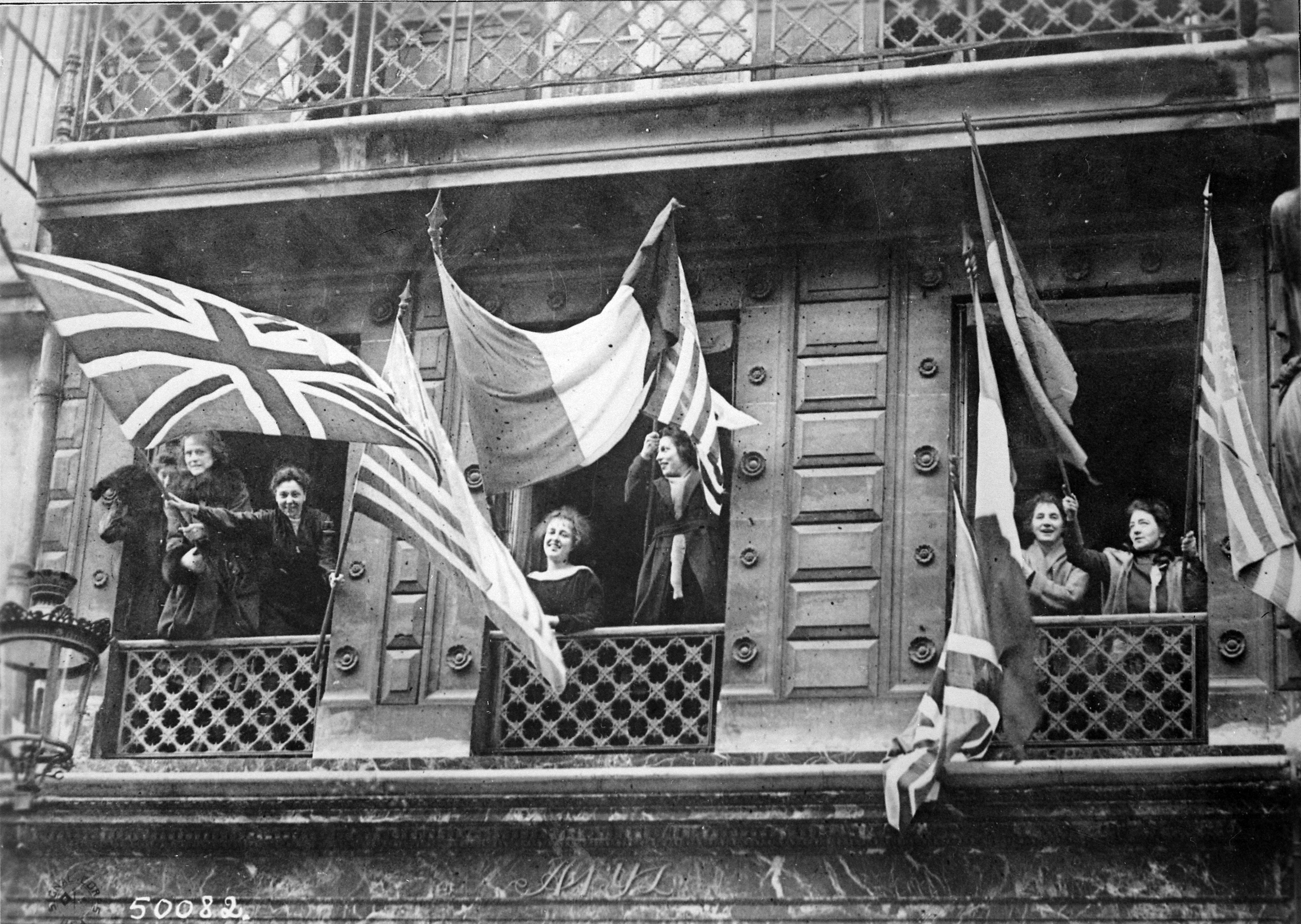
Люксембуржці святкують визволення своєї країни та вітають прибуття солдатів Союзників після перемир’я, листопад 1918

Німецька окупація Люксембургу (1914–1918) або Люксембург у Першій світовій війні (люксемб. Lëtzebuerg am Éischte Weltkrich) — перша з двох військових окупацій Великого герцогства Люксембург німецькими військами у першій половині 20 століття, що відбулася за часів Першої світової війни.

## Історія
Окупація Великого герцогства Люксембург відбулася негайно із самого початку Великої війни, коли 2 серпня 1914 року війська імперської армії Німеччини вторглися на територію країни, попри її статусу нейтралітету. Люксембурзький уряд та збройні сили не чинили опір окупантам, тому захоплення країни відбулося безкровно та швидко. Німецька окупація тривала протягом усієї Першої світової війни з серпня 1914 року до кінця військових дій і капітуляції Німеччини 11 листопада 1918.
Уряд Німеччини виправдовував окупацію, посилаючись на необхідність підтримки їх армії в сусідній Франції, де точилися основні бої, хоча багато люксембуржців, тодішніх та сьогоднішніх громадян герцогства, інтерпретували німецьке вторгнення інакше.
Люксембург не перебував під всеосяжним контролем окупаційної влади Німецької імперії. Протягом усього періоду окупації, Люксембургу дозволили зберегти свій власний уряд і політичну систему, але все життя в країні було затьмарене присутністю німецької армії. Незважаючи на власне сприйняття факту несподіваної окупації, мешканці маленької країни намагалися наскільки можливо врегулювати своє повсякденне життя. Політичні партії намагалися зосередитися на інших питаннях, таких, як економіка, освіта та конституційна реформа.
До осені 1918 року становище Німеччини у війні зайшло у безвихідь. Масовий перехід союзних військ у Стоденний наступ став справжньою катастрофою, Німеччина почала відступ назад до своєї власної території. 6 листопада, військовий голова окупаційної влади оберст фон Тессмар оголосив про повне виведення німецьких солдатів з Люксембургу. Через п'ять днів після оголошення фон Тессмара, Німеччина підписала перемир'я, яке поклало край війні й окупації країни, що тривала чотири роки. Однією з умов перемир'я визначалося виведення німецьких солдатів з Люксембургу, поряд з інших окупованих країн.
Союзні держави погодилися, що виведення німецьких військ з Люксембургу спостерігатиметься з боку Сполучених Штатів, і що США отримують честь визволення полоненої країни.